# Susette Gontard
Pour les articles homonymes, voir Gontard.
Susette Gontard, née Borkenstein, baptisée le 8 février 1769 à Hambourg, morte le 22 juin 1802 à Francfort-sur-le-Main, fut la muse et le grand amour du poète Friedrich Hölderlin, qui la célébra dans son Hypérion sous le nom de Diotima, nom de l'« inconnue de Mantinée » de Platon.
On conserve d'elle une correspondance avec Hölderlin.

## Biographie
Elle avait épousé le 9 juillet 1786 à Altona (rattaché actuellement à Hambourg) le banquier francfortois Jacques Frédéric Gontard, appartenant à une famille de banquiers d'origine huguenote originaire de Grenoble.

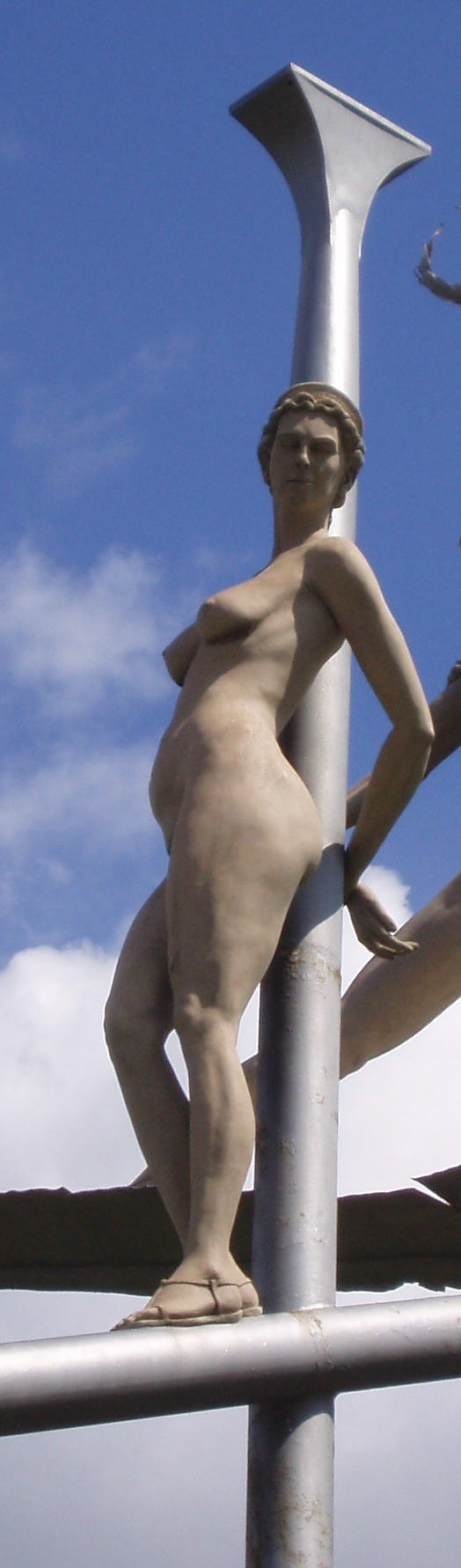
Susette Gontard transfigurée en Diotima dans le groupe à la gloire de Hölderlin, Lauffen am Neckar, 2003, par le sculpteur Peter Lenk.

En janvier 1796, Hölderlin eut un poste de précepteur dans la maison Gontard, qu'il dut quitter en septembre 1798 après une querelle avec le maître de maison concernant sa conduite à l'égard de son épouse. Mais Hölderlin n'en resta pas moins en contact épistolaire et, par intermittences, personnels avec sa bien-aimée Susette.
Hölderlin ne fut mis au courant qu'en mai 1802, lorsqu'il quitta son poste de précepteur à Bordeaux, de la maladie de consomption et de la rubéole qu'avait contractée Susette. Voyageant à pied, ce ne fut qu'au mois de juillet suivant à Stuttgart qu'il apprit sa mort qui l'accabla terriblement : « C'est un terrible mystère qu'un être pareil soit destiné à mourir ».

## Susette Gontard d'après les artistes
Il existe d'elle un buste contemporain (1793) en marbre par le sculpteur Landolin Ohmacht.
Un portrait contemporain en miniature par Marguerite Soemmering née Grunelius (1768-1802) existe également.
Suzette Gontard est encore représentée sous les traits de Diotima dans l'ensemble sculptural de Peter Lenk, Hölderlin à la croisée des chemins (2003), se dressant au milieu d'un sens giratoire à Lauffen am Neckar, ville natale de Hölderlin.